# 15e cérémonie des Empire Awards
La 15e cérémonie des Empire Awards a été organisée en 2010 par le magazine britannique Empire, et a récompensé les films sortis en 2009.
Les récompenses sont votées par les lecteurs du magazine.

## Palmarès
Note : les gagnants sont indiqués en premier de chaque catégorie et typographiés en gras.

### Meilleur film
- Avatar
  - Démineurs (The Hurt Locker)
  - District 9
  - Inglourious Basterds
  - Star Trek

### Meilleur film britannique
- Harry Brown
  - Une éducation (An Education)
  - Nowhere Boy
  - In The Loop
  - L'Imaginarium du docteur Parnassus (The Imaginarium of Doctor Parnassus)

### Meilleur acteur
- Christoph Waltz pour le rôle du Colonel Hans Landa dans Inglourious Basterds
  - Sir Michael Caine pour le rôle de Harry Brown dans Harry Brown
  - Robert Downey Jr. pour le rôle de Sherlock Holmes dans Sherlock Holmes
  - Robert Pattinson pour Edward Cullen dans Twilight, chapitre II : Tentation (The Twilight Saga: New Moon)
  - Sam Worthington pour le rôle de Jake Sully dans Avatar

### Meilleure actrice
- Zoe Saldana pour le rôle de Neytiri dans Avatar
  - Emily Blunt pour le rôle de la reine Victoria dans Victoria : Les Jeunes Années d'une reine (The Young Victoria)
  - Anne-Marie Duff pour le rôle de Julia Lennon dans Nowhere Boy
  - Mélanie Laurent pour le rôle de Shoshanna Dreyfus dans Inglourious Basterds
  - Carey Mulligan pour le rôle de Jenny dans Une éducation (An Education)

### Meilleur réalisateur
- James Cameron pour Avatar
  - J. J. Abrams pour Star Trek
  - Kathryn Bigelow pour Démineurs (The Hurt Locker)
  - Neill Blomkamp pour District 9
  - Quentin Tarantino pour Inglourious Basterds

### Meilleur espoir
- Aaron Johnson pour le rôle de John Lennon dans Nowhere Boy
  - Sharlto Copley pour le rôle de Wikus Van der Merwe dans District 9
  - Katie Jarvis pour le rôle de Mia Williams dans Fish Tank
  - Anna Kendrick pour le rôle de Natalie Keener dans In the Air (Up In the Air) et pour celui de Jessica Stanley dans Twilight, chapitre II : Tentation (The Twilight Saga: New Moon)
  - Carey Mulligan pour le rôle de Jenny dans Une éducation (An Education)

### Meilleur thriller
- Sherlock Holmes
  - Harry Brown
  - Démineurs (The Hurt Locker)
  - Inglourious Basterds
  - Public Enemies

### Meilleur film fantastique ou de science-fiction
- Star Trek
  - Avatar
  - District 9
  - L'Imaginarium du docteur Parnassus (The Imaginarium of Doctor Parnassus)
  - Moon

### Meilleure comédie
- In the Loop
  - Very Bad Trip (The Hangover)
  - Les Chèvres du Pentagone (The Men Who Stare At Goats)
  - A Serious Man
  - In the Air (Up In the Air)

### Meilleur film d'horreur
- Morse (Låt den rätte komma in)
  - Bienvenue à Zombieland (Zombieland)
  - Jusqu'en enfer (Drag Me to Hell)
  - Paranormal Activity
  - Thirst, ceci est mon sang (박쥐)

### Done in 60 Seconds
- Top Gun - Mark Wong & Chris Slaughter
  - Evil Dead - Lee Hardcastle
  - Reservoir Dogs - Matthew Jackson
  - There Will Be Blood - Owen and Adam
  - Roger Rabbit - Michael Whaite

### Empire Hero Award
- Jude Law

### Empire Inspiration Award
- Andy Serkis

### Outstanding Contribution To British Film Award
- Ray Winstone

### Empire Icon Award
- Ian McKellen